# Jana Janovská
Jana Janovská, rozená Malíková (* 16. června 1928, Valašské Meziříčí), je česká herečka a emeritní pedagožka, dlouholetá členka Divadla bratří Mrštíků.

## Životopis
Narodila se ve Valašském Meziříčí. Jejím otcem byl herec a divadelní režisér Jaroslav Malík (1900-1970), hercem byl též bratr Jaroslav Malík ml. (1927-1986). Hrála v Beskydském oblastním divadle Nový Jičín (1949–1954) a od roku 1954 do roku 1967 v Divadle Vítězného února v Hradci Králové. Rok 1967 byl pro Janu Janovskou a další herce (Naďa Chmelařová, Miloš Jahoda, Stanislav Zindulka, Jiří Chalupa, Lumír Peňáz a Maxmilian Hornyš) klíčový, neboť v tomto roce se režisér Milan Pásek vrátil do Divadla bratří Mrštíků a přivedl s sebou Janu Janovskou i další umělecké osobnosti. V Divadle bratří Mrštíků zůstala až do odchodu do penze v roce 1989. Byla vdaná za režiséra Pravoše Nebeského (1926–1994), v 50. letech byl jejím manželem krátce i herec Jiří Letenský, se kterým hrála v Novém Jičíně. Zejména v 60. a 70. letech 20. století se věnovala i rozhlasu a dabingu. Dabovala například ve filmech Melodie podzemí, Velké prostředky či Běsnící měsíc, nebo v seriálu S nasazením života. V letech 1970–1989 učila hereckou výchovu na JAMU a jedním z jejích studentů byl mj. i Jiří Dvořák.